# فصائل الأمن والتدخل الدرك الوطني الجزائري
فصـائل الأمن والتدخـل الدرك الوطني الجزائري. هي وحدات أحدثت من طرف قيادة الدرك الوطني من أجل دعم الوحدات في مكافحة العنف والعمل على تعزيز الأمن وهي موجودة على مستوى كل مجموعة إقليمية.

## مهامها
القيام بنشاطات أمنية دائمة ومستمرة في المناطق التي تكثر فيها الأعمال الإجرامية وأعمال العنف، من أجل الحفاظ على الأمن العمومي.
إن هذه الأعمال الوقائية تصاحبها عادة تدخلات جسدية لأفراد هذه الفصائل في أوضاع غير مرتقبة وذلك من أجل حماية الأشخاص والممتلكات، إعادة الأمن وإحبــاط أية عملية اعتداء ضد أعوان الأمن العمومي أو المواطنين والعمل على توقيف المجرمين.

## وصلات الخارجية
- الصاعقة SSI على يوتيوب.